# Richard Kenyon

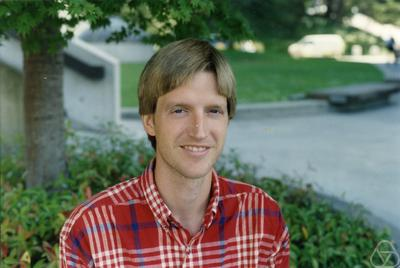
Richard Kenyon in Berkeley, 1994

Richard W. Kenyon (* 1964) ist ein US-amerikanischer Mathematiker, der sich mit Kombinatorik und Wahrscheinlichkeitstheorie beschäftigt.
Kenyon studierte an der Rice University Mathematik und Physik (Bachelor 1986) und promovierte 1990 an der Princeton University (als IBM Graduate-Fellow) bei William Thurston (Self-Similar Tilings). Danach war er als Postdoc am 1990/1991 Institut des Hautes Études Scientifiques (IHES), als Wissenschaftler des CNRS 1991 bis 1993 am Institut Fourier in Grenoble und danach bis 1997 an der École normale supérieure de Lyon. 1999 habilitierte er sich an der Universität Paris-Süd in Orsay, wo er bis 2003 Directeur de recherche des CNRS war. 2003/04 war er Gastprofessor an der Princeton University, 2004 bis 2007 Professor an der University of British Columbia und ab 2007 Professor an der Brown University.
Kenyon beschäftigte sich unter anderem mit kombinatorischen und stochastischen Parkettierungsproblemen und Anwendungen in statistischer Mechanik. Zum Beispiel untersuchte er das ebene Dimer-Problem (ursprünglich bezeichnet Dimer ein Polymer aus zwei Atomen, gemeint ist hier eine spezielle Überdeckung von Graphen), das mit Domino-Parkettierungen verbunden ist, und für das er 2000 asymptotische konforme Invarianz zeigte.
2001 erhielt er den Rollo-Davidson-Preis und 2007 den Loève-Preis. 1999 erhielt er die Bronzemedaille der CNRS. Ferner wurde Kenyon 2014 in die American Academy of Arts and Sciences aufgenommen.

## Schriften
- Local statistics of lattice dimers, Annales Institut Henri Poincaré, Probabilités, Bd. 33, 1997, S. 591.
- Conformal invariance of domino tilings, Annals of Probability, Bd. 28, 2000, S. 759.
- Dimers, Tilings and Trees, 2003
- mit Andrei Okounkov, Scott Sheffield: Dimers and amoebae, Annals of Mathematics, Bd. 163, 2006, S. 1019.
- Kenyon, Okounkov: What is a Dimer ?, Notices AMS, Bd.52, 2005, Nr.3 (PDF-Datei; 160 kB)